# Marina Pennafina
Marina Pennafina (Nettuno, 3 novembre 1963) è un'attrice italiana.

## Biografia
Marina Pennafina è nata a Nettuno, in provincia di Roma, nel 1963; diplomata presso la scuola di recitazione "Leonardo Bragaglia", ha seguito corsi di recitazione di Fausto Costantini e di Living Theatre con Christine Cibils.
Ha inoltre frequentato gli stage biennali di teatro-danza contemporanea con Pina Bausch e Lindsay Kemp e di Lucia Poli su testi di Stefano Benni.
Ha iniziato giovanissima la carriera teatrale nel corso della quale ha lavorato come caratterista a fianco di attrici di rilievo come Alida Valli in Così è se vi pare e Paola Borboni nel Berretto a sonagli, drammi di Pirandello diretti da Mauro Bolognini.
Dal 1993 è il debutto televisivo, nella fiction La famiglia Ricordi su Rai Uno; tra gli altri lavori di fiction ai quali ha preso parte come caratterista figurano Un amore e una vendetta di Raffaele Mertes e Rosso San Valentino di Fabrizio Costa nonché altre produzioni Rai e Mediaset quali Ho sposato uno sbirro, La cattiva madre, La terza verità, Carabinieri, Incantesimo, Don Matteo, La squadra, Crimini e Un medico in famiglia.
Nel 2011 è stata una delle tre protagoniste del film Maternity Blues di Fabrizio Cattani, in concorso nella sezione «Controcampo italiano» della 68ª Mostra del Cinema di Venezia; in precedenza aveva fatto parte dell'allestimento teatrale del soggetto da cui Maternity Blues è tratto, From Medea (2002), di Grazia Verasani.
Premi Vinti
2012 Festival del Cinema Indipendente Provincia di Foggia- Premio miglior Interprete
2013 Festival Troisi- premio Troisi nella categoria Popular Actor

## Filmografia
- Villa Ada, regia di Pierfrancesco Pingitore (1999) — film tv
- Grande, grosso e... Verdone, regia di Carlo Verdone (2007)
- Nelle tue mani, regia di Peter Verdone (2007)
- La bella società, regia di Giampaolo Cugno (2009)
- Maternity Blues, regia di Fabrizio Cattani (2011)[2]
- Cronaca di una passione, regia di Fabrizio Cattani (2016)

## Televisione
- Angelo nero, regia di Roberto Rocco - miniserie TV (1998)
- Don Matteo (2004)
- Gli occhi dell'amore, regia di Giulio Base (2005) - film TV
- Un caso di coscienza 5, regia di Luigi Perelli, episodio 5x04 (2013)
- Le tre rose di Eva (2015)
- Rocco Schiavone 3, regia di Simone Spada - serie TV, episodio 3x02 (2019)